# Colburn (Indiana)
Colburn es un lugar designado por el censo ubicado en el condado de Tippecanoe en el estado estadounidense de Indiana. En el Censo de 2010 tenía una población de 193 habitantes y una densidad poblacional de 776,23 personas por km².

## Geografía
Colburn se encuentra ubicado en las coordenadas 40°31′8″N 86°42′44″O / 40.51889, -86.71222. Según la Oficina del Censo de los Estados Unidos, Colburn tiene una superficie total de 0.25 km², de la cual 0.25 km² corresponden a tierra firme y (0%) 0 km² es agua.

## Demografía
Según el censo de 2010, había 193 personas residiendo en Colburn. La densidad de población era de 776,23 hab./km². De los 193 habitantes, Colburn estaba compuesto por el 97.93% blancos, el 0.52% eran afroamericanos, el 0.52% eran amerindios, el 0% eran asiáticos, el 0% eran isleños del Pacífico, el 0% eran de otras razas y el 1.04% pertenecían a dos o más razas. Del total de la población el 0% eran hispanos o latinos de cualquier raza.